# Cushing (Nebraska)
Cushing je selo u američkoj saveznoj državi Nebraska. Prema popisu stanovništva iz 2010. u njemu je živjelo 32 stanovnika.